# Nicoya
Nicoya è un distretto della Costa Rica, capoluogo del cantone omonimo, nella provincia di Guanacaste. La sua penisola è una zona blu.

## Storia e geografia

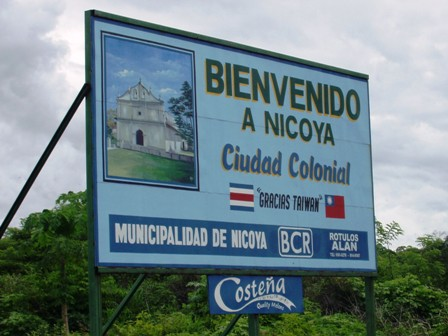
Il cartello che indica l'inizio del centro urbano di Nicoya e ricorda l'amicizia dei guanacastechi con Taiwan

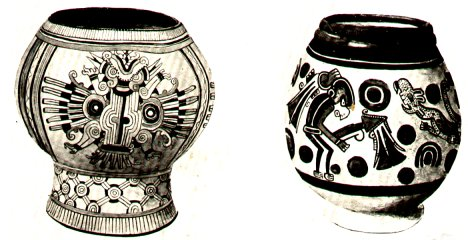
Arte chorotega: Ceramiche precolombiane ritrovate presso Nicoya

Situata in pianura, nel centro geometrico della Penisola di Nicoya a 123 metri sul livello del mare, nel cuore della pampa del Guanacaste, gode di temperature che oscillano intorno ai 30° tutto l'anno. L'agricoltura ed il turismo sono le attività economiche principali.
Vengono coltivati meloni, riso e mais. Sviluppato è anche l'allevamento del bestiame (soprattutto bovini e suini). 
Il turismo è in forte espansione. Sulla costa del Pacifico meritano una menzione le località balneari di Sámara, Nosara e Garza.
Nicoya è conosciuta come la città coloniale della Costa Rica, anche se oggi sono pochi gli edifici e gli angoli che ricordano il suo passato, fra i quali occorre ricordare la chiesa parrocchiale, sopravvissuta ai numerosi terremoti.
Nicoya era il principale centro della cultura chorotega, antica popolazione di indios precolombiani che abitavano il territorio dell'odierna provincia del Guanacaste e buona parte del Nicaragua sud-occidentale. La città porta infatti il nome di un capo indigeno chorotega che nel 1523 diede il benvenuto al conquistatore spagnolo Gil González Dávila.
Con la conquista degli spagnoli continuò lo sviluppo economico. Grazie alla favorevole posizione geografica Nicoya divenne un attivo centro commerciale.
Nel 1824 Nicoya scelse di staccarsi dal Nicaragua (dalla quale dipendeva amministrativamente tutta la provincia del Guanacaste) per aderire alla Costa Rica. Analoga decisione fu presa dalla vicina Santa Cruz. 
Liberia (che all'epoca si chiamava ancora Guanacaste), invece decise di rimanere sotto il Nicaragua e fu annessa soltanto due anni più tardi.

## IlPonte dell'Amicizia con Taiwan
Nel 2003 è stata portata a termine la costruzione del Puente La Amistad de Taiwan sul fiume Tempisque (costato 27 milioni di dollari) che, con una lunghezza di 780 metri e 13,3 metri di larghezza, è attualmente il più grande del paese. Il ponte ha consentito di migliorare sensibilmente la viabilità fra il Guanacaste e il resto del paese, consentendo di abbreviare di almeno un'ora il tragitto da Nicoya a San José. Il ponte è stato donato dalla Repubblica Cinese di Taiwan, che vanta una forte comunità nella provincia guanacasteca, perfettamente integrata con la popolazione locale.